# 大崎村 (石川県)
大崎村（おおさきむら）は、石川県珠洲郡にあった村。現在の珠洲市北部の中央部にあたる。

## 地理
- 海洋 ： 日本海
- 岬 ： 大崎、堂ガ崎
- 山 ： 岳山

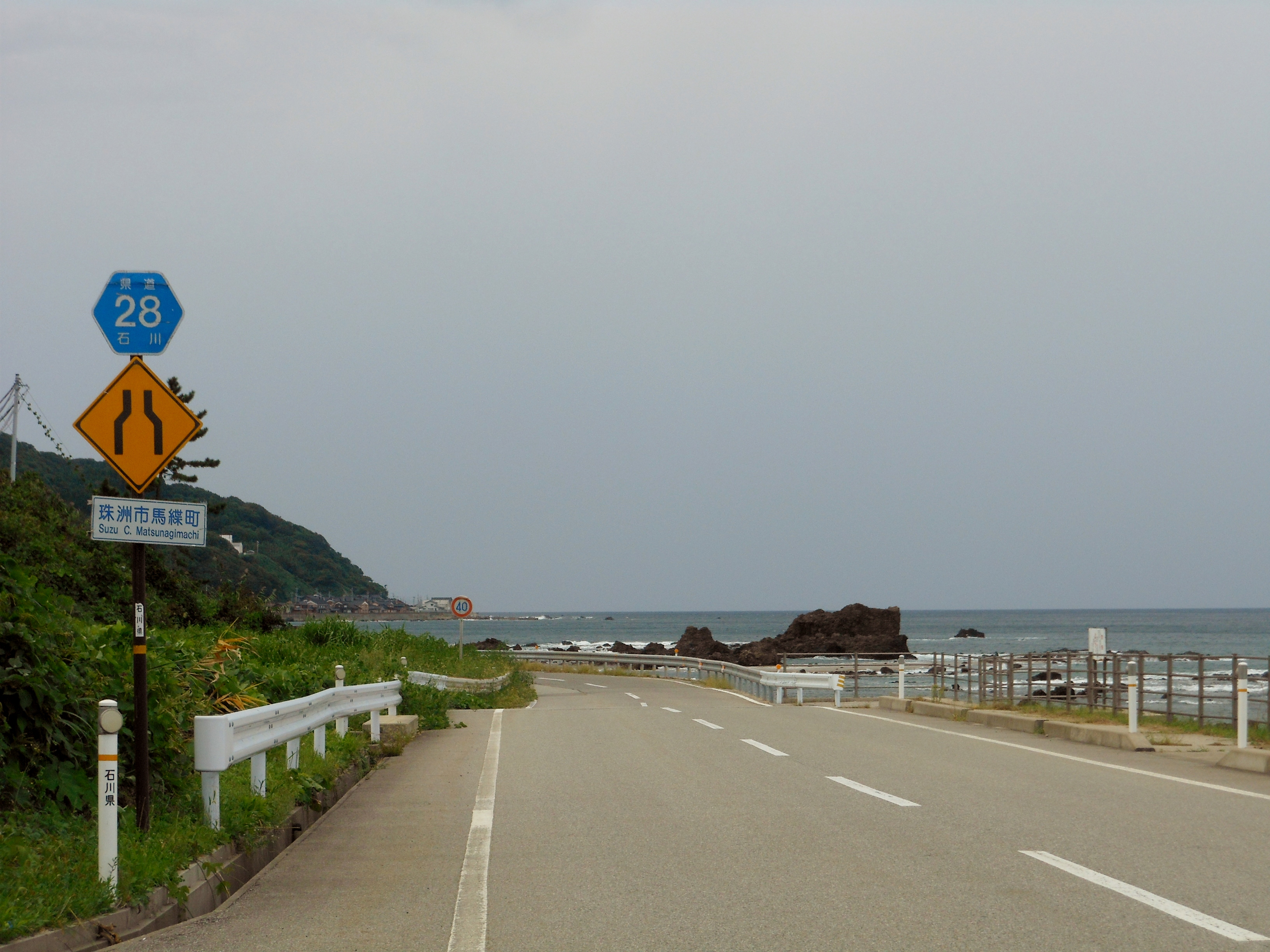
馬緤を走る石川県道28号大谷狼煙飯田線（2012年）
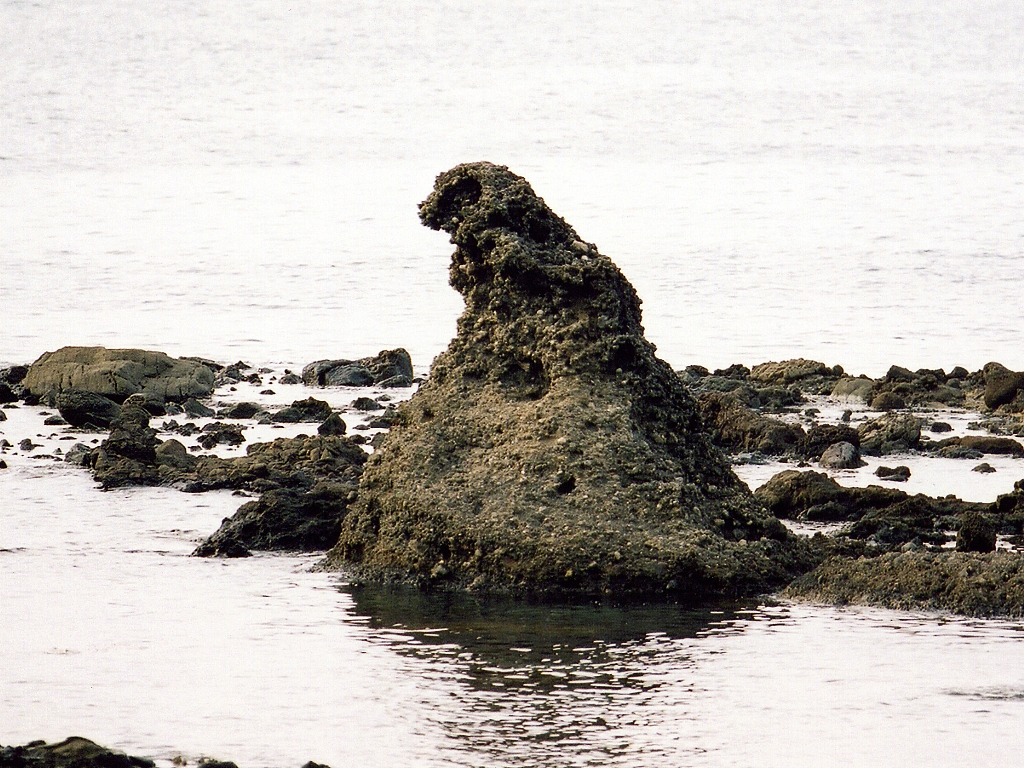
ゴジラ岩（馬緤、2006年）

## 歴史
- 1889年（明治22年）4月1日 - 町村制の施行により、珠洲郡馬緤村、高屋村及び笹波村を廃し、その区域をもって珠洲郡大崎村を設置する。
- 1907年（明治40年）10月15日 - 珠洲郡日置村、大崎村及び大谷村を廃し、その区域をもって珠洲郡西海村を設置する。